# Региональная библиотека Бискайи
Региональная библиотека Бискайи (исп. Biblioteca Foral de Bizkaia, баск. Bizkaiko Foru Liburutegia) — публичная библиотека в Испании, расположенная в городе Бильбао.

## История
Основой первоначального  фонда библиотеки стали 12 000 томов, принадлежавших политику, писателю и журналисту Фиделю де Сагарминага. После его смерти наследники передали библиотеку Провинциальному совету Бискайи. Книги были временно помещены на хранение в штаб-квартире на Пласа-Нуэва. Открытие первой библиотеки на Гран-Виа, в новой штаб-квартире Провинциального совета, состоялось в 1900 году. Семь лет спустя в здании была проведена перепланировка, и библиотеку переместили на первый этаж, где она заняла три больших зала. Два из залов были общетематическими, а третий специализировался на баскской литературе.
Вскоре оказалось, что дворец недостаточно велик, чтобы вместить различные отделы, в том числе библиотеку. В 1921 году Бискайский провинциальный совет поручил архитектору Хуану Карлосу Герре проект перепланировки здания XIX века постройки, находившегося за дворцом. Там планировалось поместить библиотеку, архив и типографию. Торжественное открытие обновлённой библиотеки состоялось 22 августа 1929 года. К тому времени фонд библиотеки достиг 18 000 томов. Была проведена каталогизация. Помимо каталога, административных и читальных залов, в новом помещении также располагались фотолаборатория и переплётная мастерская.
В 1965 году в библиотеке был оборудован отдельный читальный зал для студентов, который в 1988 году расширили, воспользовавшись тем, что типография и архив были переведены в другие здания.
Новое здание библиотеки было построено в 2007 году. Строительство обошлось в 17 миллионов евро. Здание выполнено из стекла, на котором воспроизведены тексты на различных языках мира.

## Современное состояние

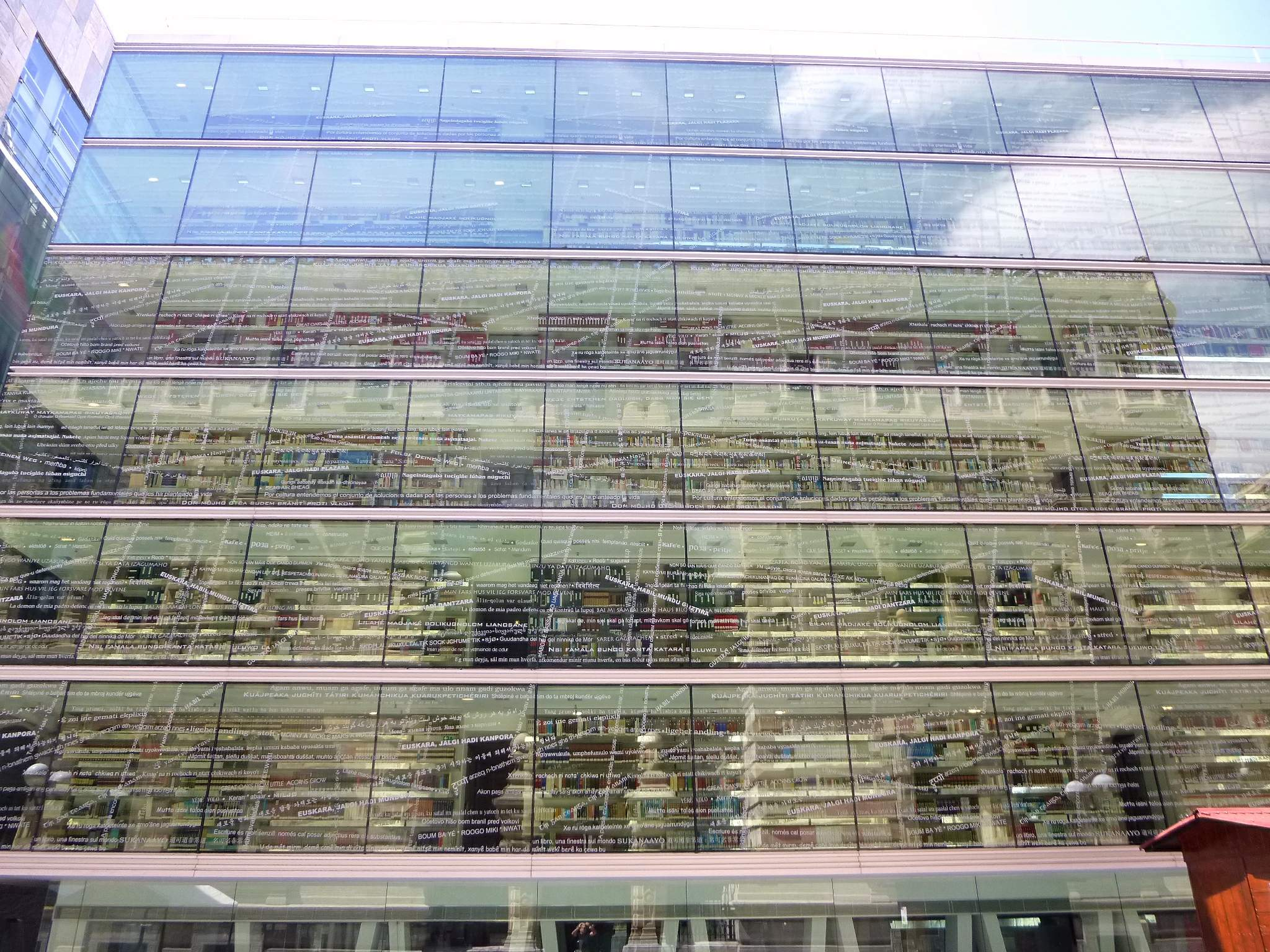

Фонд библиотеки состоит из 300 000 единиц:
- 1 этаж: 9000 единиц в общем отделе и 2400 — в отделе документов;
- 2 этаж: отдел периодики (4 700);
- 3 этаж: работы по генеалогии и геральдике;
- 4 этаж: коллекция гравюр и отдел картографии.

В библиотеке также есть резервный фонд, в котором хранится 41 инкунабула и 624 рукописи. Также следует отметить печатные издания XVI—XVII веков, опубликованные в Стране Басков.